# デービス・シュナイダー
デービス・シュナイダー（Davis Schneider, 1999年1月26日 - ）は、 アメリカ合衆国ニュージャージー州カムデン郡バーリン出身のプロ野球選手（内野手、外野手）。右投右打。MLBのトロント・ブルージェイズ所属。
ブルージェイズの監督であるジョン・シュナイダーとは同姓かつ同郷（ともにニュージャージー州出身）であるものの、血縁関係は無い。

## 経歴

### プロ入りとブルージェイズ時代
2017年のMLBドラフト28巡目（全体849位）でトロント・ブルージェイズから指名され、プロ入り。契約後、傘下のルーキー級ガルフ・コーストリーグ・ブルージェイズでプロデビュー。50試合に出場して打率.238、4本塁打、23打点、3盗塁を記録した。
2018年はアパラチアンリーグのルーキー級ブルーフィールド・ブルージェイズでプレーし、44試合に出場して打率.233、3本塁打、21打点、4盗塁を記録した。
2019年はルーキー級ブルーフィールドとA-級バンクーバー・カナディアンズでプレーし、2チーム合計で51試合に出場して打率.263、6本塁打、31打点を記録した。
2020年はCOVID-19の影響でシーズン中止となったため、公式戦での出場はなかった。
2021年はA級ダニーデン・ブルージェイズとA+級バンクーバーでプレーし、2チーム合計で49試合に出場して打率.229、9本塁打、23打点を記録した。
2022年はA+級バンクーバー、AA級ニューハンプシャー・フィッシャーキャッツ、AAA級バッファロー・バイソンズでプレーし、3チーム合計で113試合に出場して打率.253、16本塁打、56打点、17盗塁を記録した。
2023年、マイナーではAAA級バッファローでプレーし、87試合に出場して打率.275、21本塁打、64打点、9盗塁を記録した。8月4日にメジャー契約を結んでアクティブ・ロースター入りし、メジャーデビューとなった同日のボストン・レッドソックス戦にて「7番・二塁手」で先発出場すると、2回表に迎えた初打席ではジェームズ・パクストンから初打席初本塁打となるソロ本塁打を放った。この年メジャーでは35試合に出場して打率.276、8本塁打、20打点、1盗塁を記録した。

## 詳細情報

### 年度別打撃成績
| 年 度    | 球 団    | 試 合 | 打 席 | 打 数 | 得 点 | 安 打 | 二 塁 打 | 三 塁 打 | 本 塁 打 | 塁 打 | 打 点 | 盗 塁 | 盗 塁 死 | 犠 打 | 犠 飛 | 四 球 | 敬 遠 | 死 球 | 三 振 | 併 殺 打 | 打 率 | 出 塁 率 | 長 打 率 | O P S |
| -------- | -------- | ----- | ----- | ----- | ----- | ----- | -------- | -------- | -------- | ----- | ----- | ----- | -------- | ----- | ----- | ----- | ----- | ----- | ----- | -------- | ----- | -------- | -------- | ----- |
| 2023     | TOR      | 35    | 141   | 116   | 23    | 32    | 12       | 1        | 8        | 70    | 20    | 1     | 0        | 0     | 0     | 21    | 0     | 4     | 43    | 2        | .276  | .404     | .603     | 1.008 |
| 2024     | TOR      | 135   | 454   | 397   | 48    | 76    | 19       | 1        | 13       | 136   | 46    | 6     | 0        | 0     | 5     | 47    | 0     | 5     | 144   | 2        | .191  | .282     | .343     | .625  |
| MLB：2年 | MLB：2年 | 170   | 595   | 513   | 71    | 108   | 31       | 2        | 21       | 206   | 66    | 7     | 0        | 0     | 5     | 68    | 0     | 9     | 187   | 4        | .211  | .311     | .402     | .713  |

- 2024年度シーズン終了時

### 年度別守備成績
| 年 度 | 球 団 | 二塁（2B） | 二塁（2B） | 二塁（2B） | 二塁（2B） | 二塁（2B） | 二塁（2B） | 三塁（3B） | 三塁（3B） | 三塁（3B） | 三塁（3B） | 三塁（3B） | 三塁（3B） | 左翼（LF） | 左翼（LF） | 左翼（LF） | 左翼（LF） | 左翼（LF） | 左翼（LF） |
| 年 度 | 球 団 | 試 合      | 刺 殺      | 補 殺      | 失 策      | 併 殺      | 守 備 率   | 試 合      | 刺 殺      | 補 殺      | 失 策      | 併 殺      | 守 備 率   | 試 合      | 刺 殺      | 補 殺      | 失 策      | 併 殺      | 守 備 率   |
| ----- | ----- | ---------- | ---------- | ---------- | ---------- | ---------- | ---------- | ---------- | ---------- | ---------- | ---------- | ---------- | ---------- | ---------- | ---------- | ---------- | ---------- | ---------- | ---------- |
| 2023  | TOR   | 23         | 27         | 49         | 0          | 10         | 1.000      | 3          | 1          | 4          | 1          | 0          | .833       | 3          | 3          | 0          | 0          | 0          | 1.000      |
| 2024  | TOR   | 56         | 47         | 87         | 0          | 16         | 1.000      | -          | -          | -          | -          | -          | -          | 93         | 155        | 3          | 2          | 0          | .988       |
| MLB   | MLB   | 79         | 74         | 136        | 0          | 26         | 1.000      | 3          | 1          | 4          | 1          | 0          | .833       | 96         | 158        | 3          | 2          | 0          | .988       |

- 2024年度シーズン終了時

### 背番号
- 36（2023年 - ）